# Локанатха Госвами
Локана́тх(а) Да́с(а) Госва́ми (IAST: Lokanātha Dāsa Gosvāmī) — индуистский кришнаитский святой, один из сподвижников Чайтаньи (1486—1534). Единственным учеником Локанатхи был Нароттама Даса. Поскольку Локанатха Госвами не хотел, чтобы его упоминали в «Чайтанья-чаритамрите», там не содержится какой-либо биографической информации о нём. Там только говорится, что когда Рупа Госвами жил в Матхуре, его спутниками были Гопала Бхатта Госвами, Рагхунатха Даса Госвами, Рагхунатха Бхатта Госвами и Локанатха Госвами.

## Биография

### Ранний период
Родители Локанатхи Госвами были родом из деревни Талакхори-грам, в районе Яшохара, Бенгалия. Его отца звали Падманабха, а мать — Ситадеви. У него был младший брат по имени Прагалбха. Падманабха был близким сподвижником Адвайты Ачарьи.
С ранних лет Локанатха был безразличен к семейной жизни. В юном возрасте, Локанатха оставил родительский дом и ушёл в Майяпур в Навадвипе, с целью получить даршан Чайтаньи, который велел ему быстро отправиться во Вриндавану. Но Локанатха Госвами понял по определённым признакам, что Чайтанья Махапрабху через несколько дней примет санньясу и очень обеспокоился. Чайтанья догадался, что было на сердце у Локанатхи Госвами и успокоил его, пообещав, что они опять встретятся во Вриндаване. В связи с этим Нарахари Чакраварти написал в «Бхакти-Ратнакаре»: «Не переставая рыдать, выплескивая слёзы из своего сердца на лотосные стопы Шри Чайтаньи, Локанатха почувствовал, что его схватил и обнял Шри Чайтанья Махапрабху. Позже, когда Локанатха с Ним попрощался, Господь передал ему секретное послание, которое послужило Локанатхе великим утешением. После этого он положил свою душу к лотосным стопам Шримана Махапрабху, и произнеся пранамы всем преданным, продолжил свой путь».

### Поздний период: Вриндавана
После этого Локанатха никогда не возвращался к домашней жизни. Опечаленный сильным чувством разлуки с Чайтаньей, он начал скитаться от одного святого места паломничества к другому. Со временем, посетив множество святых мест, он пришёл во Вриндавану. Тем временем Чайтанья принял санньясу и отправился в Пури. Прожив некоторое время в Пури, Чайтанья пошёл проповедовать по Южной Индии. Посетив множество святых мест паломничества в Южной Индии, Чайтанья снова вернулся на некоторое время в Пури, а затем прибыл во Вриндавану. Услышав об этом, Локанатха Госвами поспешил во Вриндавану на встречу с ним. Между тем Чайтанья уже отправился оттуда в Праяг. Локанатха пришёл во Вриндавану и не встретив там Чайтаньи, решил на следующее же утро отправиться в Праяг. В ту ночь Чайтанья явился ему во сне и утешил его: «О Локанатха, живи во Вриндаване, Я не нарушил своего обещания. Я уже пришёл во Вриндавану и живу здесь в другом облике. Таким образом, ты всегда будешь поддерживать связь со Мной».
Несколько дней спустя Локанатха Госвами встретил Госвами Вриндаваны — самых близких последователей Чайтаньи Махапрабху: Рупу Госвами, Санатану Госвами, Гопала Бхатту Госвами, Рагхунатху Дасу Госвами и других. Среди всех Госвами Локанатха был самым старшим. Описывается, что он был полностью погружён в прему. В «Хари-бхакти-виласе» Санатана Госвами выражает своё почтение Локанатхе Госвами следующим образом: «Я с почтением склоняюсь перед Шри Кашишварой Пандитом, Шри Локанатхой Госвами и Шри Кришнадасом Кавираджей Госвами, которые очень дороги Шри Говинде во Вриндаване, потому что они нашли своё убежище у Его лотосных стоп».

#### Явление Радха-Виноды
Локанатха Госвами в экстазе скитался по всем двенадцати лесам Вриндаваны. В одном из них есть деревушка под названием Умарао, в которой Локанатха Госвами остался жить некоторое время на берегу Кишори-кунды. Он очень хотел установить поклонение мурти. Понимая жажду Локанатхи к служению, перед ним явился сам Кришна, преподнёс Локанатхе мурти Радха-Винода, наказал поклоняться ему и исчез.
Локанатха очень обеспокоился. Видя, как он волнуется, Радха-Винода улыбнулся и сказал: «Я пришёл сюда лично только для того, чтобы удовлетворить твои желания. Чего ты хочешь от меня? Я живу здесь в лесу, возле деревни Умарао. Возле Кишори-кунды, которую ты перед собой видишь, находится моя обитель. А теперь ты должен меня чем-нибудь накормить, и побыстрее». Обрадованный и переполняемый премой Локанатха приготовил и предложил Радха-Виноде вкусный рис на свежем банановом листе. После этого он уложил Радха-Виноду отдохнуть на ложе из цветов.
Локанатха Госвами сделал это место своим домом. Местные жители и пастухи хотели построить ему бхаджан-кутир, но он отказался от такого предложения. Чтобы защитить мурти Радха-Виноды, он сшил мешок, в котором до самой своей смерти носил Радха-Виноду повязанным на шее.
Описывается, что Локанатха Госвами всегда старался жить в обществе Госвами Вриндаваны. Когда Чайтанья и его любимые последователи, начиная с Рупы и Санатаны, покинули этот мир, Локанатха Госвами не мог выдержать разлуки с ними. После этого, его единственным желанием было служить миссии Чайтаньи.

### Нароттама Даса Тхакур
Локанатха Госвами дал дикшу Нароттаме Дасе Тхакуру. В шастрах не упоминаются какие-либо другие его ученики. Описывается, что Нароттама Даса очень смиренно служил Локанатхе Госвами. По ночам он шёл к тому месту, где Локанатха ходил в туалет и тщательно всё там убирал. Видя смирение Нароттамы, Локанатха принял его в ученики. Нароттама Даса Тхакура молится своему гуру:

О Локанатха, о гурудева! Если ты доволен мной, то позволь мне остаться в убежище у твоих лотосных стоп, брось на меня свой милостивый взгляд. По твоей милости я могу достичь совершенства и внутреннего удовлетворения. По твоей милости я смогу в один прекрасный день увидеть Шри Чайтанью и Радху-Кришну. Если ты не будешь ко мне милостив, что мне тогда делать? Пожалуйста, хоть раз удовлетвори желание моего сердца. Во всех трёх мирах рождений и смертей больше никто так не нуждается в твоей милости. Пролей на меня, пожалуйста, свою милость и пусти меня к своим лотосным стопам. День и ночь я пою о достоинствах и играх Радхи и Кришны, но тем не менее желание сердца Нароттамы — служить Шри Шри Радхе-Говинде и Чайтанье Махапрабху — можно удовлетворить только по твоей милости, о Локанатха Госвами Прабху.
Нароттама Даса Тхакур также написал пранама-мантру Локанатхе Дасе Госвами:

шримад-радха-винодайка-сева-сампат-саманвитам 

падманабхатмаджам шримал-локанатха прабхум бхадже

Я поклоняюсь лотосным стопам Шрилы Локанатхи Прабху, сына Шри Падманабхи.  

В нём хранится безраздельное служение лотосным стопам Шри Шри Радхи-Виноды.

### Смерть
Говорится, что когда Кришнадаса Кавираджа Госвами пришёл к Локанатхе Госвами и попросил у него благословений на написание «Чайтаньи-чаритамриты», Локанатха дал ему благословения, но запретил Кавирадже Госвами упоминать там его имя. Боясь нарушить приказ Локанатхи, Кавирадж Госвами только один раз упомянул Локанатху в своём произведении.
Локанатха Госвами покинул этот мир в глубокой старости во время совершения своего бхаджана в Кхадираване в Кхаяра-граме, на берегу Шри Югала-кунды.
В Бангладеш есть железнодорожная станция Яшохара. С этой станции нужно ехать на автобусе в деревню Сонакхали, а оттуда — в Кхеджур. Оттуда можно пройти пешком или, в сезон дождей, добраться на лодке до деревни Талакхади. В этой деревне и по сей день живут потомки брата Локанатхи Госвами .